# Martha Braun
Martha Braun est une artiste-peintre née en 1935. Elle s'est notamment illustrée dans l'art abstrait, et de par son jeu sur les colorations. Souvent elle représente son état d'esprit à travers ses tableaux.